# Bundesstraße 167
Die Bundesstraße 167 (Abkürzung: B 167) ist eine deutsche Bundesstraße im Bundesland Brandenburg.

## Geschichte

### Ursprung
Der Streckenabschnitt zwischen Bad Freienwalde (Oder) und Wriezen wurde zwischen 1824 und 1833 zur Chaussee ausgebaut.

### Frühere Strecken und Bezeichnungen

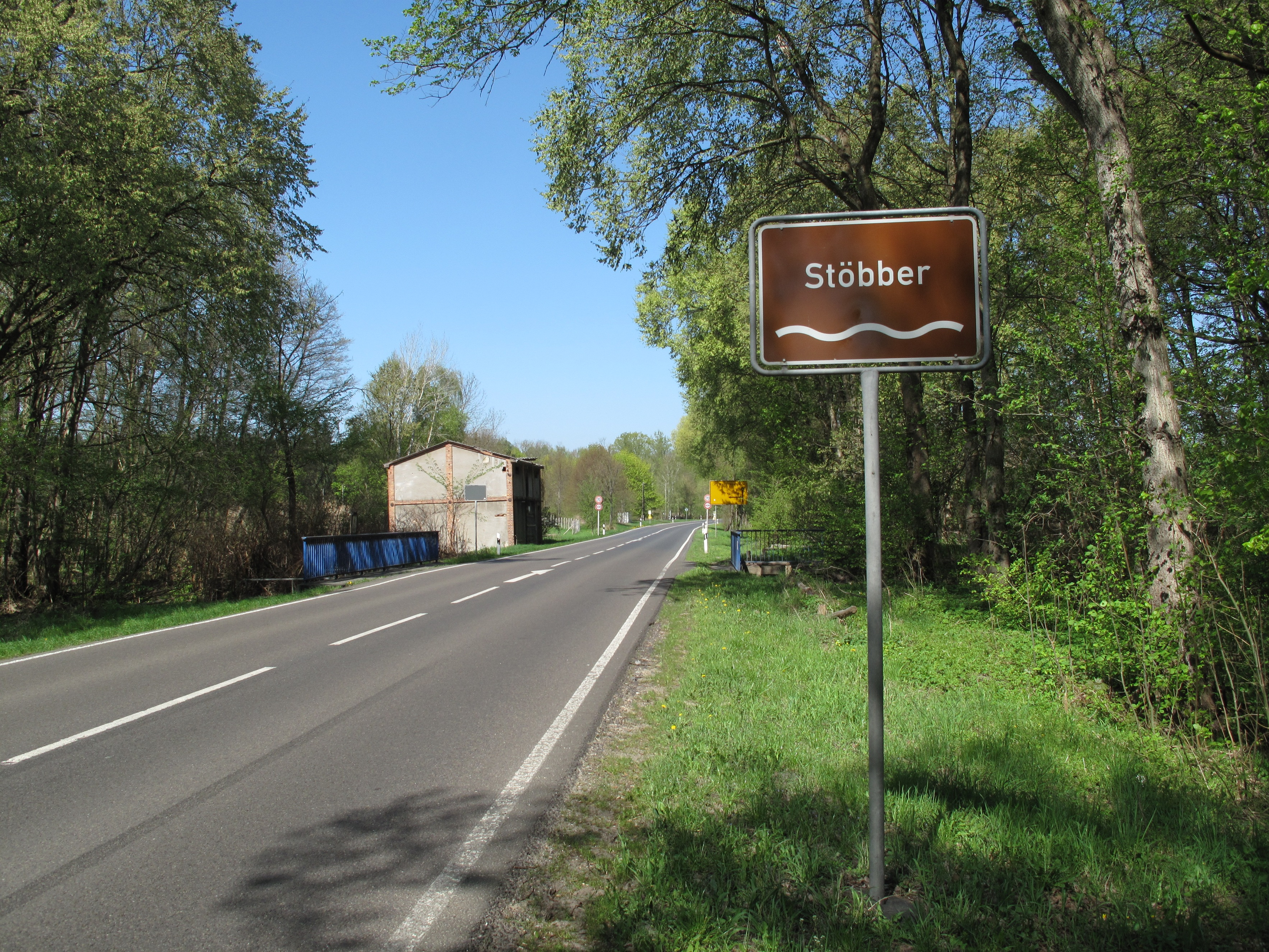
B 167 in Altfriedland an der Stöbber-Brücke

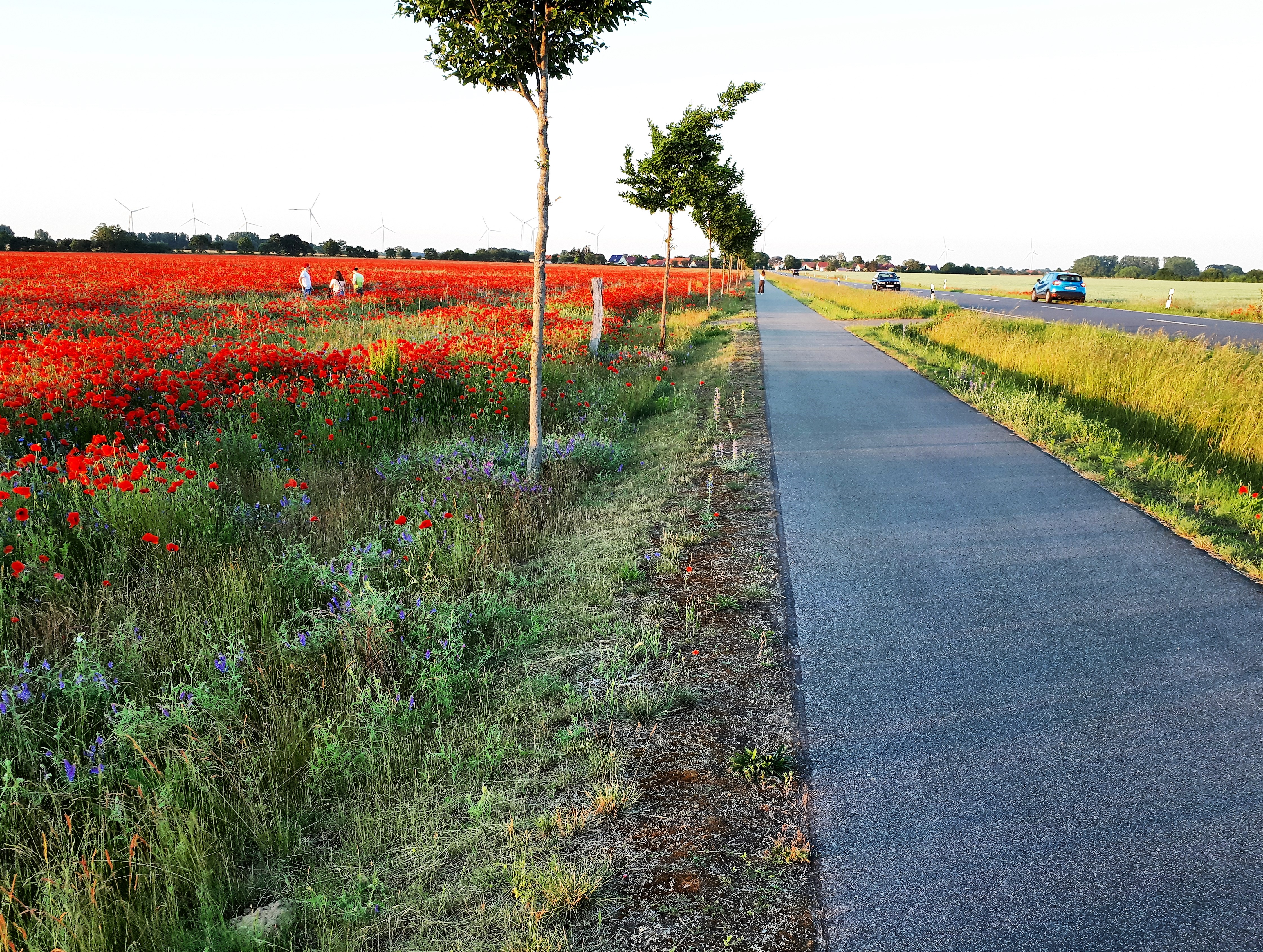
Klatschmohn an der B 167 vor Dabergotz

Die 105 km lange Reichsstraße 167 zwischen Müncheberg und Schwiebus wurde um 1937 eingeführt. Sie zweigte in Müncheberg von der Reichsstraße 1 ab und führte über Frankfurt (Oder), Reppen (poln. Rzepin) und Sternberg (poln. Torzym) bis nach Schwiebus (poln. Świebodzin). In dieser Stadt kreuzten sich die Reichsstraßen R 97 und R 113. Der Abschnitt von Müncheberg bis Frankfurt (Oder) war zuvor (seit 1932) Teil der Fernverkehrsstraße 5 bzw. Reichsstraße 5 gewesen, die von Bückwitz über Eberswalde und Prötzel und Müncheberg nach Frankfurt (Oder) verlief, nunmehr jedoch zwischen Eberswalde und Frankfurt (Oder) einen anderen Verlauf über Seelow und Lebus erhielt.
1940/41 kam es zu einem erneuten, größeren Streckentausch westlich von Frankfurt (Oder) mit der Reichsstraße 5. Ab diesem Zeitpunkt führte die jetzt 257,3 km lange Reichsstraße 167 von Bückwitz über Eberswalde und Frankfurt (Oder) bis nach Schwiebus. Im Gegenzug wurde der bisherige Verlauf der R 167 von Frankfurt (Oder) bis Müncheberg wieder in die R 5 einbezogen, nunmehr allerdings westlich von Müncheberg in gemeinsamer Führung mit der Reichsstraße 1 nach Berlin weiterführend.
Durch die Oder-Neiße-Grenze wurde die R 167 im Jahr 1945 unterbrochen, der in der DDR verbliebene Teil wurde als Fernverkehrsstraße 167 (Abkürzung F 167) bezeichnet.

## Geschichte/Weiteres
Ursprünglich gab es Planungen, die damalige Reichsstraße 167 anstatt der Reichsstraße 5 durch Berlin zu führen. Daher auch der Versatz bei Frankfurt und der gemeinsame Verlauf mit der B 112. 
In den Jahren 2000 bis 2004 wurden um zahlreiche Städte im Verlauf der Bundesstraße 167 neue Ortsumfahrungen gebaut, so dass diese Städte nur noch in ihren Außenbezirken von der Bundesstraße berührt werden. Der östliche Abschnitt der Bundesstraße stellt heute einen Teil der Oder-Lausitz-Straße dar.
Im Bereich Altfriedland führt die Straße durch das größte künstliche und fischereiwirtschaftlich genutzte Teichgebiet Brandenburgs am Kietzer See.
Zukünftig sollen nach dem Bundesverkehrswegeplan 2030 nördliche Ortsumfahrungen von Finowfurt und Eberswalde entlang des Oder-Havel-Kanals entstehen. Das Planfeststellungsverfahren wird frühestens 2026 eingeleitet. Auch die Umfahrung von Bad Freienwalde in Richtung Eberswalde soll zusammen mit der B 158 in ähnlich zeitlichem Rahmen fortgeführt werden.